# 夂部
夂部為漢字索引中的部首之一，計三畫，是康熙字典214個部首中的第34個（三畫的中為第5個）。夂部構字時通常位於上方；一字帶夂且無其他部首時歸為夂部。
在傳統漢字中，夂部與夊部不同。夂的撇捺不相交，但夊的撇捺相交。由於夂部已無常用字，台灣一般非研究用的中文字典多半省去夂部。而中文簡化字的字典兩者均歸為夂部。

## 部首單字解釋
從後至。見《說文》。

## 字形

《說文》小篆

## 名稱
- 漢語：夂部（拼音：zhǐbù，注音：ㄓˇ ㄅㄨˋ）、折文旁
- 日語：
- 朝鲜語：

## 字例
| 部首外筆畫 | 字例 -{   |
| ---------- | --------- |
| 0          | 夂        |
| 1          | 夃        |
| 2          | 处        |
| 3          | 夅        |
| 4          | 夆麦      |
| 5          | 备        |
| 6          | 㚅夈変 }- |